# Maxomys bartelsii
Maxomys bartelsii es una especie de roedor de la familia Muridae.

## Distribución geográfica
Se encuentra sólo en Malasia. 